# Bryorella gregaria
Bryorella gregaria är en svampart som beskrevs av Döbbeler 1978. Bryorella gregaria ingår i släktet Bryorella, klassen Dothideomycetes, divisionen sporsäcksvampar och riket svampar.  Arten är reproducerande i Sverige. Inga underarter finns listade i Catalogue of Life.